# 歩兵第40連隊
歩兵第40連隊（ほへいだい40れんたい、歩兵第四十聯隊）は、大日本帝国陸軍の連隊のひとつ。

## 沿革
- 1896年（明治29年） - 大阪歩兵第20連隊の兵舎に仮兵舎を置いて連隊本部を設置
- 1897年（明治30年）4月 - 大阪から鳥取に転営
- 1898年（明治31年）3月24日 - 軍旗拝受
- 1904年（明治37年） - 日露戦争に従軍
- 1925年（大正14年）5月 - 北但馬地震の救援活動に出動。二箇中隊が城崎町などで非常警備にあたる[1]。
- 1931年（昭和6年） - 満州事変に出動
- 1934年（昭和9年） - 帰還
- 1937年（昭和12年）8月18日 - 塘沽に上陸、各地で作戦する
- 1938年（昭和13年）5月 - 徐州会戦に参加
- 1940年（昭和15年）7月 - 第10師団から第25師団に所属変更、その後南部満州の錦州に駐屯
- 1944年（昭和19年）

第3大隊がサイパン島への抽出転用の命令が下される
3月20日 - サイパン島タナパク港に上陸
6月 - アメリカ軍が上陸、激戦の末玉砕する
- 1945年（昭和20年）

3月 - 本土決戦準備のため、九州へ移動
8月15日 - 終戦

## 歴代連隊長
| 代 | 氏名         | 在任期間               | 備考               |
| -- | ------------ | ---------------------- | ------------------ |
| 1  | 梅沢道治     | 1896.9.25 - 1900.3.29  | 中佐、1899.2.大佐  |
| 2  | 鎌田宣正     | 1900.3.29 -            | 中佐、1901.11.大佐 |
| 3  | 田中正知     | 1905.2.2 -             | 中佐               |
| 4  | 八木下純     | 1906.3.15 - 1911.6.15  | 中佐、1906.12.大佐 |
| 5  | 宮田為之     | 1911.6.15 - 1912.11.27 |                    |
| 6  | 橋口勇馬     | 1912.11.30 - 1914.5.11 |                    |
| 7  | 岡田重久     | 1914.5.11 - 1915.8.10  |                    |
| 8  | 石浦謙二郎   | 1915.8.10 - 1916.11.15 |                    |
| 9  | 奥田重栄     | 1916.11.15 - 1921.4.1  | 少将進級           |
| 10 | 中頭新左衛門 | 1921.4.1 -             |                    |
| 11 | 西尾寿造     | 1925.3.18 -            |                    |
| 12 | 伊木壮五郎   | 1926.3.2 -             |                    |
| 13 | 三輪俊雄     | 1928.8.10 -            |                    |
| 14 | 岡村元       | 1930.8.1 -             |                    |
| 15 | 篠原誠一郎   | 1933.8.1 -             |                    |
| 16 | 長野義雄     | 1936.3.23 -            |                    |
| 17 | 西大条胖     | 1938.2.19 -            |                    |
| 18 | 庄司巽       | 1939.3.9 -             |                    |
| 19 | 小山義己     | 1941.10.15 -           |                    |
| 末 | 愛甲立身     | 1943.11.6 -            |                    |